# 충주박물관
충주박물관은 충청북도 충주시에 있는 박물관이다.

## 연혁
- 1986. 11. 25. 유물전시관 개관(성내동)
- 1990. 11. 03. 충주박물관 등록
- 1991. 06. 29. 충주박물관 직제 의회 승인
- 1992. 11. 23. 문화부 등록
- 1994. 07. 21. 중원향토민속자료전시관 개관(중원군 가금면)
- 1995. 01. 01. 시/군 통합으로 충주박물관 통합운영
- 1996. 10. 10. 남한강 수석전시관 개관
- 2004. 11. 02. 충주박물관 전시관 통합(성내동+가금면)
- 2004. 11. 15. 수석전시관 수석관리 전환(문화회관 관리사무소)

## 갤러리

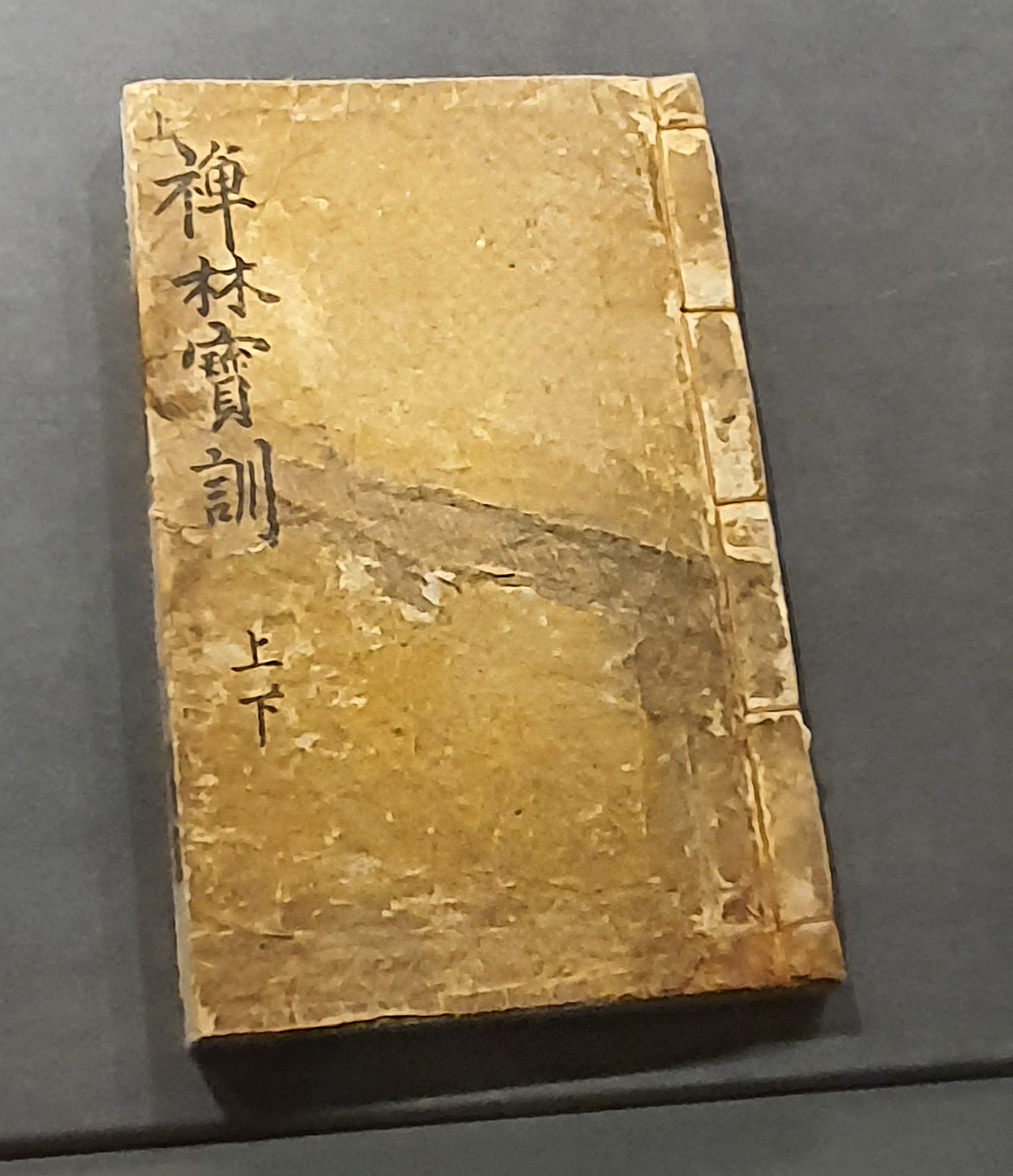
선림보훈
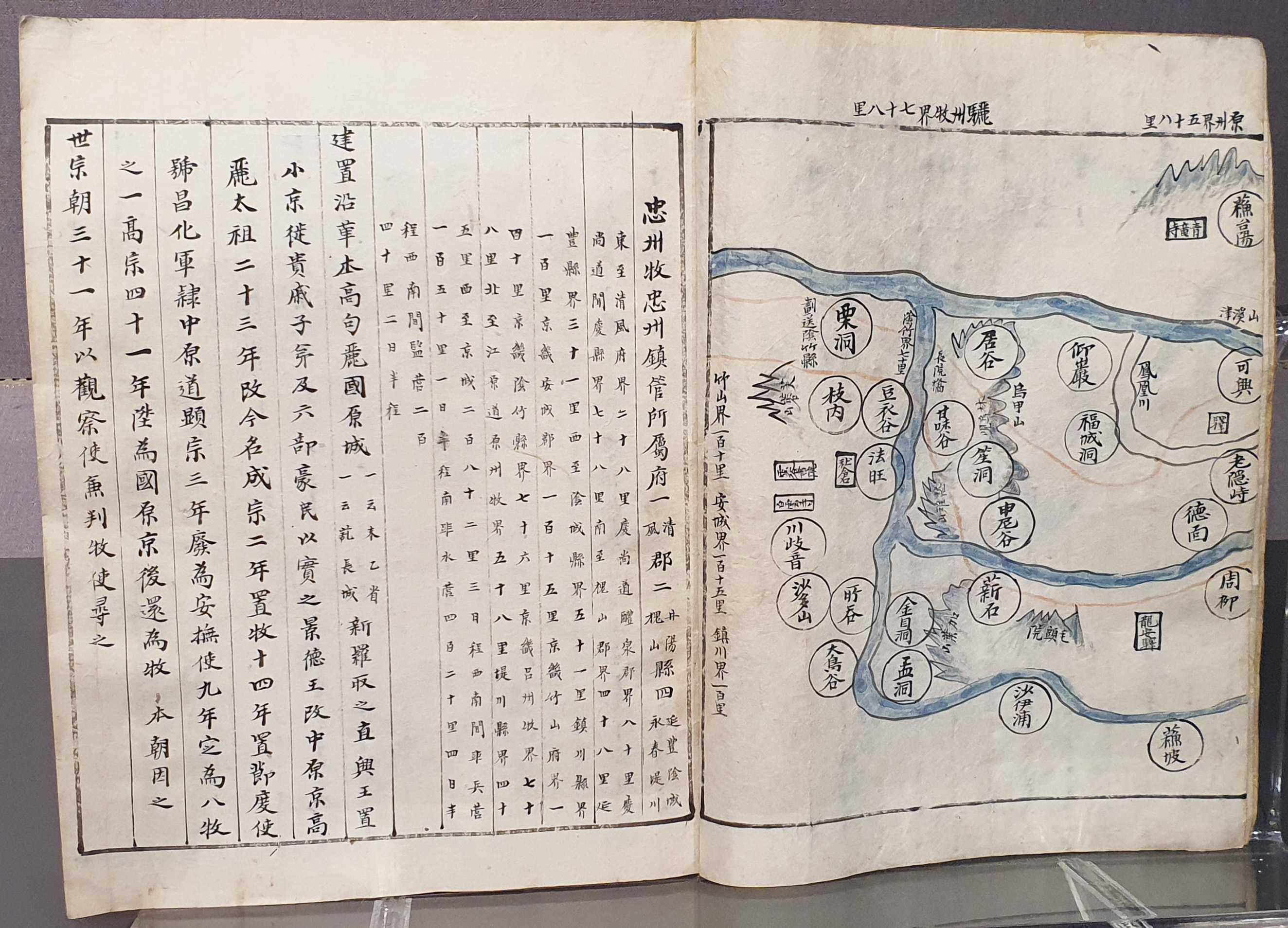
충주읍지
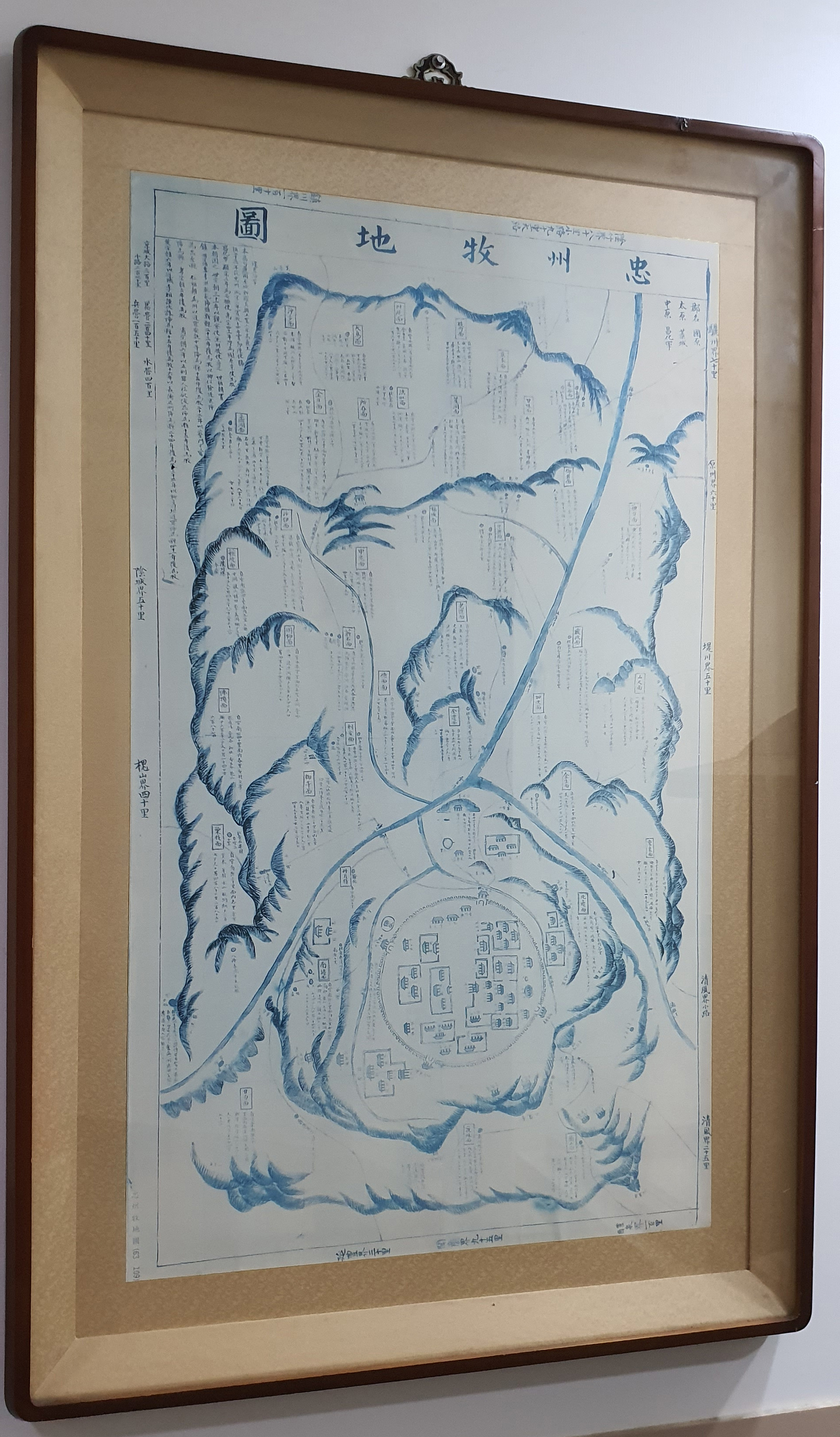
충주 충주목지도